# Les hommes ne pensent qu'à ça
Pour plus de détails, voir Fiche technique et Distribution.
Les hommes ne pensent qu'à ça est un film français d'Yves Robert, sorti en 1954.

## Résumé
Timide et maladroit, Alfred n'ose avouer son amour à Nicole, la jolie crémière. Don Juan, réincarné au XXe siècle lui donne des leçons et lui fait son éducation sentimentale. Bon élève, Alfred séduit une comtesse russe, mais le mari Célosso, un Espagnol férocement jaloux, surgit et une folle poursuite s'engage à laquelle prennent part tous les invités d'une noce. Grâce à une nouvelle invention de Don Juan, Alfred peut échanger un premier baiser avec Nicole.

## Fiche technique
- Réalisation : Yves Robert, assisté de Claude Sautet, Daniel Georgeot
- Collaboration technique : Patrice Dailly
- Scénario : Jean Bellanger
- Adaptation, dialogue : Jean Bellanger, Jean Marsan
- Décors : Georges Lévy
- Photographie : Paul Soulignac-Thomas
- Opérateur : André Vilar
- Musique : Georges Van Parys, Marc Lanjean. L'air des Bancs Publics est de Georges Brassens
- Montage : Raymond Lamy
- Son : Jean Labussière
- Maquillage : Joseph Mejinski
- Script-girl : Odette Lemarchand
- Régisseur général : Jacques Gibault
- Directeur de production : Odette Susr
- Production : François Chavane, Yves Robert, Alain Poiré
- Sociétés de production : Gaumont, Cinéphonic
- Secrétaire de production : Geneviève Cortier
- Tournage du 23 octobre à fin novembre 1953 dans les studios de Neuilly
- Tirage : Laboratoire L.T.C Saint-Cloud
- Trucage : Lax
- Distribution : Gaumont
- Pays :  France
- Format : Noir et blanc - 1,37:1 - 35 mm - Son mono
- Durée : 70 min
- Genre : comédie
- Date de sortie : 
  - France -  07 juillet 1954
- Visa d'exploitation : 14218
- Affiche : Clément Hurel (France)

## Distribution
- Louis de Funès : M. Célosso, le mari espagnol de la comtesse russe
- Jean-Marie Amato : Don Juan
- Jean Bellanger : Alfred, l'amoureux timide
- Louisa Colpeyn : la comtesse russe
- Catherine Erard : Nicole, la crémière amoureuse d'Alfred
- Jacques Fabbri : M. Jacques, le garçon boucher
- Gabrielle Fontan : la vieille dame dans l'escalier
- Jacques Hilling : le roi Dagobert, un marcheur
- Geneviève Morel : la mère qui marie sa fille
- Jacques Morel : le parfait séducteur
- Annie Noël : Poupette, la libraire
- Guy Pierrault : un républicain, un marcheur
- Yves Robert : l'ancien combattant, un marcheur
- Jean Sylvain : le voisin qui marie sa fille
- Edmond Tamiz : Casanova, Landru, un amoureux, un marcheur
- Rosy Varte : Dolorès, la victime du dragueur
- Laurence Badie : la bonne
- Simone Berthier : une collègue de Nicole à la crèmerie
- Yvonne Clech : une femme du monde
- Hubert Deschamps : l'homme fortuné, un marcheur
- Nicole Jonesco : la femme qui indique le chemin
- Jacques Legras : le marié
- Marie Mergey : la femme qui se dévoue
- Roger Saget : le taxi
- Nadine Tallier : la femme dans sa baignoire
- Bernard Musson : Jeff, le domestique
- Eugène Stuber : un déménageur
- Monique Seynator
- Régine Socquet
- Yves Peneau
- Liliane Robert
- Anne Marilo
- Claude Caren
- Jacqueline Brasseur
- Jacqueline Chambord[1]